# Contea di Bond
La contea di Bond (in inglese Bond County) è una contea dello Stato dell'Illinois, negli Stati Uniti. La popolazione al censimento del 2020 era di 16 725 abitanti. Il capoluogo di contea è Greenville.